# Letnie Grand Prix w skokach narciarskich 1996
Letnie Grand Prix w skokach narciarskich 1996 – 3. edycja Letniego Grand Prix, która rozpoczęła się 18 sierpnia 1996 roku w Trondheim, a zakończyła 1 września 1996 w Stams. Rozegrano 5 konkursów indywidualnych.

## Kalendarz i wyniki
| Lp.                                           | Data                                          | Miejscowość                                   | Punkt K                                       | Uwagi                                         | 1. miejsce        | 2. miejsce        | 3. miejsce       |
| --------------------------------------------- | --------------------------------------------- | --------------------------------------------- | --------------------------------------------- | --------------------------------------------- | ----------------- | ----------------- | ---------------- |
| 1.                                            | 18 sierpnia 1996                              | Trondheim                                     | K-120                                         | –                                             | Ari-Pekka Nikkola | Mika Laitinen     | Christof Duffner |
| 2.                                            | 21 sierpnia 1996                              | Oberhof                                       | K-120                                         | –                                             | Mika Laitinen     | Ari-Pekka Nikkola | Adam Małysz      |
| 3.                                            | 25 sierpnia 1996                              | Hinterzarten                                  | K-90                                          | –                                             | Ari-Pekka Nikkola | Mika Laitinen     | Adam Małysz      |
| 4.                                            | 28 sierpnia 1996                              | Predazzo                                      | K-120                                         | –                                             | Masahiko Harada   | Ari-Pekka Nikkola | Mika Laitinen    |
| 5.                                            | 1 września 1996                               | Stams                                         | K-105                                         | –                                             | Masahiko Harada   | Mika Laitinen     | Jani Soininen    |
| Letnie Grand Prix 1996 – klasyfikacja końcowa | Letnie Grand Prix 1996 – klasyfikacja końcowa | Letnie Grand Prix 1996 – klasyfikacja końcowa | Letnie Grand Prix 1996 – klasyfikacja końcowa | Letnie Grand Prix 1996 – klasyfikacja końcowa | Ari-Pekka Nikkola | Mika Laitinen     | Masahiko Harada  |

## Klasyfikacja generalna
Stan po zakończeniu LGP 1996
| Miejsce | Zawodnik          | Punkty |
| ------- | ----------------- | ------ |
| 1       | Ari-Pekka Nikkola | 405    |
| 2       | Mika Laitinen     | 400    |
| 3       | Masahiko Harada   | 280    |
| 4       | Jani Soininen     | 225    |
| 5       | Janne Ahonen      | 156    |
| 6       | Adam Małysz       | 133    |
| 7       | Takanobu Okabe    | 130    |
| 8       | Kazuyoshi Funaki  | 117    |
| 9       | Bruno Reuteler    | 116    |
| 10      | Espen Bredesen    | 111    |
| ...     |                   |        |